# B' Kategoria
De B' Kategoria (Grieks: Δεύτερη Κατηγορία) is het tweede niveau van het voetbal op Cyprus.
De competitie ging in het seizoen 1953/54 van start. Vanaf het seizoen 2019/20 is de competitie in twee groepen van 8 teams verdeeld. De bovenste vier teams van elke groep spelen na het reguliere seizoen om het kampioenschap en promotie (nummer 2) naar de A' Kategoria. De onderste vier teams van beide groepen spelen in de degradatiegroep om te bepalen welke drie teams degraderen naar de C Kategoria.

## Deelnemers
Achyronas · 
Agia Napa ·
APEA Akrotiri FC · 
ASIL Lysi ·
Chalkanoras Idaliou ·
Digenis Morfou · 
Doxa Katokopia · 
Ethnikos Latsion ·
Iraklis Gerolakkou ·
Karmiotissa FC ·
MEAP Nisou ·
Nea Salamina Famagusta ·
Omonia 29is Maiou ·
PAEEK · 
Spartakus Kitiou ·
AEZ Zakakiou

## Lijst van winnaars

### Prestaties per club
| Club                   | Aantal | Seizoenen                          |
| ---------------------- | ------ | ---------------------------------- |
| Evagoras Paphos        | 6      | 1968, 1972, 1981, 1989, 1991, 1995 |
| APOP Paphos            | 6      | 1966, 1971, 1973, 1975, 1977, 1996 |
| Aris Limassol          | 5      | 1954, 1956, 1994, 2011, 2012       |
| Nea Salamis            | 4      | 1955, 1980, 2002, 2004             |
| Alki Larnaca           | 4      | 1960, 1982, 2001, 2010             |
| Enosis Neon Paralimni  | 3      | 1969, 2015, 2018                   |
| Ermis Aradippou        | 3      | 1983, 1985, 2009                   |
| Panellinios Limassol   | 2      | 1962, 1963                         |
| ASIL Lysi              | 2      | 1967, 1974                         |
| Keravnos Strovolos     | 2      | 1979, 1988                         |
| APEP Pitsilia          | 2      | 1987, 1990                         |
| Ethnikos Achna         | 2      | 1986, 1992, 2019                   |
| Omonia Aradippou       | 3      | 1978, 1993, 2024                   |
| Olympiakos Nicosia     | 2      | 1984, 1998                         |
| Digenis Morfou         | 2      | 1970, 2000                         |
| Anagennisi Dherynia    | 2      | 1999, 2003                         |
| APOP Kinyras Peyias FC | 2      | 2005, 2007                         |
| AE Paphos              | 2      | 2006, 2008                         |
| Ayia Napa FC           | 2      | 2012, 2014                         |
| Karmiotissa FC         | 2      | 2016, 2022                         |
| Apollon Limassol       | 1      | 1957                               |
| Orfeas Nicosia         | 1      | 1958                               |
| ENAO                   | 1      | 1961                               |
| Chalkanoras Idaliou    | 1      | 1976                               |
| AEL Limassol           | 1      | 1997                               |
| Alki Oroklini          | 1      | 2017                               |
| PAEEK                  | 1      | 2021                               |
| Othellos Athienou      | 1      | 2023                               |
| Krasava ENY            | 1      | 2025                               |

Albanië · 
Andorra · 
Armenië · 
Azerbeidzjan · 
België (tot 2016 / vanaf 2016) ·
Bhutan ·
Bosnië-Herzegovina (BiH) · 
Bosnië-Herzegovina (RS) · 
Bulgarije · 
Curaçao · 
Cyprus · 
Denemarken · 
Duitsland · 
Engeland · 
Estland · 
Faeröer · 
Finland · 
Frankrijk · 
Georgië · 
Gibraltar · 
Griekenland · 
Hongarije · 
Ierland · 
IJsland · 
Israël · 
Italië · 
Kazachstan · 
Kosovo · 
Kroatië · 
Letland · 
Litouwen · 
Luxemburg · 
Malta · 
Moldavië · 
Montenegro · 
Nederland · 
Noord-Ierland · 
Noord-Macedonië · 
Noorwegen · 
Oekraïne · 
Oostenrijk · 
Polen · 
Portugal · 
Roemenië · 
Rusland · 
Schotland · 
Servië · 
Servië en Montenegro (FR Joegoslavië) ·
Slovenië · 
Slowakije · 
Sovjet-Unie · 
Spanje · 
Tsjechië · 
Tsjecho-Slowakije ·
Turkije · 
Turkse Republiek Noord-Cyprus · 
Wales (Noord) · 
Wales (Zuid) · 
Wit-Rusland · 
Zweden · 
Zwitserland